# Paphiopedilum randsii
Paphiopedilum randsii é uma espécie de orquídea terrestre, família Orchidaceae, que habita o norte de Mindanao, nas Filipinas.